# Taperinha concinna
Taperinha concinna är en insektsart som beskrevs av Keti Maria Rocha Zanol 2004. Taperinha concinna ingår i släktet Taperinha och familjen dvärgstritar. Inga underarter finns listade i Catalogue of Life.